# 天主教密支那教區
天主教密支那教區 （拉丁語：Dioecesis Myitkyinaensis）是羅馬天主教的一個教區，位於緬甸北部，包括克欽邦大部份、實皆省的北部，面積67,627平方公里。受曼德勒總教區管轄。
1939年1月5日設監牧區，1961年2月21日升格為教區。現任主教為方濟·杜當。2006年有17個堂區、72,930教友、39名司鐸。